# گابلین (صدابردار)
گابلین (انگلیسی: Goblin; ۲۸ اکتبر ۱۹۶۴ – ) صداپیشه اهل ژاپن بود.